# 류 지슈
류 지슈(일본어: 笠 智衆, 1904년 5월 13일 ~ 1993년 3월 16일)는 일본의 영화 배우이다. 1928년부터 1992년까지 155편 이상의 영화에 출연했으며, 특히 오즈 야스지로 감독의 영화 54편 중 52편에 출연했다.

## 주요 수상
- 1948년 마이니치 영화상 남우연기상
- 1967년 자수훈장
- 1975년 욱일소수장

## 출연

### 영화
- 1928년 《젊은이의 꿈》
- 1928년 《여방분실》
- 1929년 《학생 로맨스: 젊은 날》
- 1932년 《태어나긴 했지만》
- 1934년 《어머니를 사랑하지 않아서야》
- 1934년 《부초 이야기》
- 1935년 《동경여관》
- 1936년 《외아들》
- 1942년 《아버지가 있었다》
- 1953년 《동경 이야기》
- 1958년 《무호마츠의 일생》
- 1959년 《안녕하세요》
- 1960년 《나쁜 놈일수록 잘 잔다》
- 1962년 《꽁치의 맛》
- 1965년 《붉은 수염》
- 1967년 《일본의 가장 긴 하루》
- 1969년 - 1992년 《남자는 괴로워 시리즈》
- 1974년 《모래그릇》
- 1984년 《장례식》
- 1986년 《키네마의 천지》
- 1988년 《마루사의 여자 2》
- 1990년 《꿈》

### 드라마
- 1969년 《고고한 메스》
- 1983년 《북쪽의 나라에서 '83 겨울》